# Khalil Hawi
Khalil Hawi (àrab: خليل حاوي, Ḫalīl Ḥāwī) (Shwayr, Líban, 1919 - Beirut, Líban, 6 de juny de 1982) fou un poeta libanès.

## Biografia
Formava part d'una família ortodoxa grega i, per tant, d'un entorn afí, en el context libanès, a les ideologies seculars del nacionalisme sirià i àrab. Va estudiar filologia àrab a la Universitat Americana de Beirut, de la que va ser-ne professor. El 1959 va doctorar-se al Pembroke College de la Universitat de Cambridge. De jove va ingressar al Partit Nacional sirià del que, no obstant, se'n va desvincular després de 1949, adoptant posicions afins al nacionalisme àrab, però sense militància en cap partit. El 6 de juny de 1982, amb l'exèrcit israelià envaint el sud del Líban, en el que esdevingué la primera Guerra del Líban, va suïcidar-se al balcó de casa seva.

## Obra
Hom l'ha considerat un dels pioners de la poesia àrab moderna més preeminents, amb una veu poètica malenconiosa i, fins i tot, apocalíptica. Zahra A. Hussein situa la seva obra en el context de la poesia europea del grotesc, com a mode literari adoptat des dels inicis de la seva carrera, com a practicant de l'alta modernitat (high modernism), el que es posa de manifest ja en el seu primer poema (El mariner i el dervish) de la seva primera antologia (Riu de cendra).
La seva obra publicada l'integren, bàsicament, els següents títols:

### Poesia
- نهر الرماد - Riu de cendra (1957)
- الناي والريح - La flauta i el vent (1961)
- بيادر الجوع - L'era de batre de la fam (1965)
- الرعد الجريح - Els trons ferits (1979)
- من جحيم الكوميديا - Des de l'infern de la comèdia (1979)

### Altres
- Khalil Gibran. His background, character and works, Arab Institute for Research and Publishing (1963)